# Elizabeth af York, hertuginde af Suffolk
Elizabeth af York, hertuginden af Suffolk også kendt som Elizabeth Plantagenet (22 april 1444 – ca. 1503), var det sjette barn og tredje datter af Richard Plantagenet, 3. hertug af York (et oldebarn af kong Edvard 3. ) og Cecily Neville. Hun var således en søster til kong Edvard 4. og kong Richard 3.

## Ægteskab
På et tidspunkt før februar 1458 blev Elizabeth gift med John de la Pole. John var den ældste søn af William de la Pole, 1. hertug af Suffolk og Alice Chaucer. Hans bedsteforældre på sin moders side var Thomas Chaucer og Maud Burghersh.
Hendes svigerfar havde tjent som hovedmanden bag Henrik 6. af Englands magt fra 1447 til 1450. Hans tre år i denne stilling resulterede i det næsten fuldstændige tab af de engelske besiddelser i det nordlige Frankrig mod slutningen af Hundredårskrigen. Suffolk kunne ikke undgå at få ansvaret for fiaskoen. Han var blevet fængslet i Tower of London og fik frataget sit liv, ære og gods. Derfor havde John ikke haft arvet hans titler efter, at hans far blev henrettet den 2. maj 1450.
Hendes ældre bror Edvard 4. af England genindsatte sin svoger til titlen hertug af Suffolk i 1463. Hun forblev hertuginde af Suffolk indtil hans død i 1491/1492. De var bosat i Wingfield, Suffolk.
Hun overlevede sin mand med næsten et årti. Hun er sidst nævnt i live i januar 1503. Hun blev nævnt som død i maj 1504. Hun er begravet i kirken i Wingfield, Suffolk.

## Afkom
Med Suffolk havde hun følgende børn:
- John de la Pole, 1. jarl af Lincoln (ca. 1462 – 16. juni 1487). Han blev udpeget som sin morbror, Richard 3.'s arving. Gift med Lady Margaret FitzAlan og fik en søn, Edward de la Pole, der døde ung. Gjorde oprør mod Henrik 7. og blev dræbt i Slaget ved Stoke Field.
- Geoffrey de la Pole (f. 1464). Døde ung.
- Edward de la Pole (1466-1485). Ærkediakon af Richmond .
- Elizabeth de la Pole (ca. 1468 – 1489). Gift med Henry Lovel, 8. baron Morley (1466-1489), ingen børn.
- Edmund de la Pole, 3. hertug af Suffolk (1471 – 30. april 1513). York-fraktionens prætendent efter hans bror John. Henrettet ved halshugning efter ordre af Henrik 8.[5]
- Dorothy de la Pole (f. 1472). Døde ung.
- Humphrey de la Pole (1474-1513). Ordineret præst.
- Anne de la Pole (1476-1495). Nonne.
- Catherine de la Pole (omkring 1477–1513). Gift med William Stourton, 5. baron Stourton, ingen børn.
- Sir William de la Pole af Wingfield Castle (1478-1539). William blev holdt fanget i Tower of London, hans dødsdato anses generelt for at være i slutningen af 1539, enten oktober eller november. Gift med Katherine Stourton, ingen børn.
- Richard de la Pole (1480 – 24. februar 1525). York-fraktionens prætendent efter Edmund. Dræbt i Slaget ved Pavia.